# Klondike (filme)
Klondike (em ucraniano:  Клондайк, transl. Klondaik) é um filme de drama turco-ucraniano lançado em 2022 escrito, dirigido e montado por Maryna Er Gorbach. O filme é estrelado por Oxana Cherkashyna como uma mulher grávida que vive perto da fronteira ucraniana-russa durante a guerra civil em Donbas e o abate do voo 17 da Malaysia Airlines. Klondike estreou no Festival de Cinema de Sundance no dia 21 de Janeiro de 2022, onde ganhou a Competição Dramática Mundial de Cinema pela direcção. No Festival Internacional de Cinema de Berlim, conquistou o segundo lugar na categoria Panorama Audience Award.

## Prémios e indicações
| Ano  | Prêmio                                     | Categoria                                   | Destinatário      | Resultado | Refs. |
| ---- | ------------------------------------------ | ------------------------------------------- | ----------------- | --------- | ----- |
| 2022 | Festival de Cinema de Sundance             | Competição Dramática Mundial de Cinema      | Maryna Er Gorbach | Venceu    | [ 4 ] |
| 2022 | Festival Internacional de Cinema de Berlim | Prémio do Público Panorama - Longa-Metragem | Klondike          | Venceu    | [ 3 ] |